# Nostra Senyora de Guadalupe

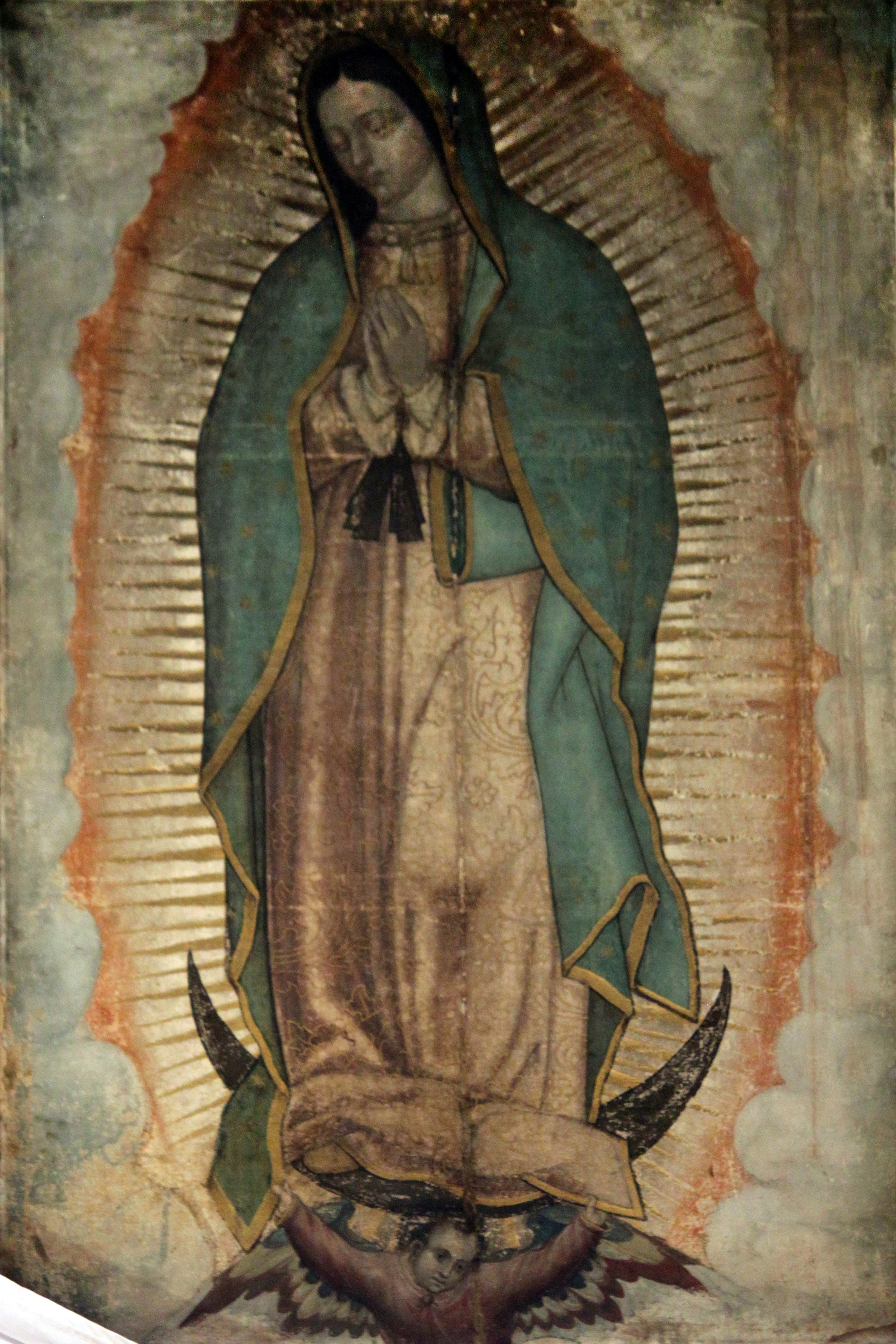
Reina de Mèxic i Emperadriu d'Amèrica

La nostra Senyora de Guadalupe és una advocació mariana de la religió catòlica, la imatge de la qual es venera en la basílica de Guadalupe, al nord de la Ciutat de Mèxic.
D'acord amb les creences catòliques, la Verge de Guadalupe es va aparèixer quatre vegades a Juan Diego Cuauhtlatoatzin al turó del Tepeyac. Després d'una quarta aparició, la Verge va ordenar a Juan Diego que es presentés al primer bisbe de Mèxic, Juan de Zumárraga. Juan Diego va portar al seu ayate unes roses —flors que no són natives de Mèxic i tampoc prosperen a l'aridesa del Tepeyac— que va tallar en el Tepeyac, segons l'ordre de la Verge. Juan Diego va desplegar el seu ayate davant el bisbe Juan de Zumárraga, deixant al descobert la imatge de Santa Maria, bruna i amb trets indígenes.
Les mariofanies haurien passat el 1531, essent l'última el 12 de desembre d'aquest mateix any, encara que el relat canònic de les aparicions del Tepeyac —el Nican mopohua— va ser publicat el 1649, en el marc d'un ressorgiment del culte a la imatge guadalupana que es trobava en reculada des de principi del segle xvii.
El professor Rodrigo Franyutti, al seu llibre "El Verdadero y Extraordinario Rostro de la Virgen de Guadalupe", demostra que la imatge és sobrenatural i que no hi ha tecnologia capaç de duplicar. A més, al llibre es revelen detalladament els múltiples retocs de pintura que artistes anònims han agregat a la imatge. Aquests retocs retreuen a la imatge, principalment al Rostre.
Nostra Senyora de Guadalupe a Catalunya
Si parlem de la presència de la Mare de Déu de Guadalupe a Catalunya, aquesta ha estat estudiada per Albert Torras i Corbella, en el marc de l'Associació Cultural Mexicano Catalana MEXCAT. La llegenda de la Mare de Déu no apareix escrita fins al Nican mopohua, escrit el 1649, més de cent anys després de l'aparició. Però si parlem ja de llibres que arribaren a Catalunya, hem de parlar del llibre “La estrella del Norte de Mexico: historia de la milagrosa imagen de Maria Santisima de Guadalupe”, del Pare Francisco de Florencia, impresa el 1688 a Mèxic, i a Barcelona, precisament la segona edició, el 1741.
Sabem, tot i que no en coneixem l'origen, que ja des de mitjans del segle xviii hi havia a l'Església del Pi de Barcelona una imatge de la Mare de Déu de Guadalupe. D'aquesta Mare de Déu de Guadalupe del Pi, n'hem trobat els gojos – tradició d'arrel catalana – de la Mare de Déu de Guadalupe del Pi, en català, i també en castellà. Que es conserven a la Biblioteca de Catalunya, impresos per Frances Surià i Burgada
La versió castellana dels gojos, datada entre 1771 i 1805 diu “Gozos a la prodigiosa imagen de Ntra. Sra de Guadalupe que apareció en México y en su copia se venera en su propio altar de la parroquial Iglesia de S. Maria de los Reyes, vulgarmente nombrada del Pino de esta ciudad de Barcelona”. I a la tornada diu: “Pues sois Divina señora, de nuestras España paysana, sednos siempre protectora, Madre y virgen mexicana”
Entorn a la meitat del segle xviii, cap al 1755 l'antiga capella de sant Felip Neri, la tercera del costat de l'epístola des de la portada principal de la Parròquia del Pi s'havia convertit en la capella de la Mare de Déu de Guadalupe. Per aquest motiu s'hi disposà un quadre de la Verge que reproduïa la imatge venerada a Mèxic. El 1877 va ser inaugurat el retaule de la Immaculada, el qual materialitzava el canvi d'advocació de la capella i, per tant, que es devia guardar a la Cripta. Acabada la Guerra Civil, se'ns diu que el quadre va ser traslladat a la capella de Fàtima, contigua a la de la Cinta, fins que a la meitat de la dècada dels anys cinquanta va ser emplaçat al Santuari Hispanoamericà del carrer Rosselló, de Barcelona.
Cap a 1916 va sorgir una oportunitat de reformar l'antiga capella de sant Pere. Malauradament es va malbaratar per la manca d'acord entre el possible promotor i la Junta d'Obra de la parròquia. En aquella ocasió, un cavaller mexicà havia proposat sufragar la restauració sota la condició que el nou altar fos presidit per la Verge de Guadalupe, la qual ja s'havia venerat en altres capelles.
Per la seva banda, la Junta d'Obra estipulà dos requisits per tal que el projecte tirés endavant. El primer consistia a acceptar que, a més de la patrona de Mèxic, en el mateix espai també rebessin culte, com es venia fent fins al moment, els apòstols sant Pere –el qual perdia l'antiga titularitat– i sant Pau. En segon lloc s'imposava una clàusula per la qual, abans de desmantellar l'antic altar, calia que fos dipositada la quantitat pressupostada per a la reforma, condició que no va ser acceptada pel comitent i, com a conseqüència, el projecte no arribà a bon port.
El Cónsol de Mèxic Ignacio Manuel Altamirano, ens ofereix una dada al seu dietari de 1889, quan decideix anar a veure la Mare de Déu, a l'església de la Concepció, i esmenta que fins feia poc aquella imatge havia estat al Pi.
A las nueve recibió mi esposa Margarita tarjeta de la Sra. Vilanova en que le avisaba que la Virgen de Guadalupe que estaba en la Yglesia del Pino había sido trasladada á la de la Concepción. Contestamos a la Sra. y salimos a ver a nuestra Virgen nacional, al templo de la Concepción, que está en la calle de Aragón.
De paso dimos limosna á muchos ciegos que á esta hora como á toda tocan guitarras, clarinetes y otros instrumentos en las calles y paseos. Llegamos a la Yglesia y es pequeña, de una sola nave y menos rica y suntuosa que la de México. Pero es bella aunque muy oscura, sus bóvedas son de color gris. El altar es dorado y de estilo gótico con la Virgen de la Concepción en medio.
En una capilla lateral, á la derecha está el altar con la Virgen de Guadalupe tan simpática para los mexicanos. Está bien hecha, es antigua y tiene un soberbio marco dorado. Tiene su ventana con estilo gótico y en el vitral de colores está representada la aparición con el indio Juan Diego. En la ventanilla que sirve de remate á a la principal están pintadas las armas nacionales de México, es decir el águila. Este altar seguramente está erigido por algún mexicano. Cada día de diciembre hay una misa allí y hoy deben haber concurrido muchos mexicanos. Había seis cirios encendidos y cuatro grandes ramilletes con hermosa flores. Margarita oró allí un momento, y yo mientras estuve pensando que aunque no se tenga fe religiosa, un culto nacional establece una especie de solidaridad patriótica. Prueba de ello es el sentimiento de ternura que inspira un ídolo que adora el pueblo de uno. Además la Virgen es el estandarte de la Yndependencia.
Una altra imatge important és la que es troba al Santuari de la Misericòrdia de Reus. En aquest cas, la història explica que l'altar fou erigit pel General Prim en memòria del a Mare de Deu de Guadalupe, probablement per la devoció que devia sentir la seva esposa, la Condesa de Reus, la mexicana Francisca Aguero. Cal en aquest punt recordar l'estima que la història mexicana té al General Prim, per haver desestimat la intervenció militar espanyola a Mèxic el 1862 i haver convençut els anglesos de fer el mateix.
Al llarg del segle XX s'han anat incorporant imatges diverses de la Mare de Déu de Guadalupe, en diverses esglésies de Catalunya. Cal esmentar la Basílica de la Mercè de Barcelona, amb una de les imatges més grans, la Catedral de Tarragona, amb una imatge des del 2008, una cristallera de l'església del Sagrat Cor del Tibidabo, i imatges a les esglésies de Sant Ramon de Penyafort i de Sant Agustí de Barcelona, a la Parròquia de Sant Bartomeu de Vallbona d'Anoia Cal destacar també algunes celebracions de la comunitat mexicana per a la Mare de Déu de Guadalupe, a mitjans dels anys 50, dels quals es conserven els programes de ma de 1953 i 1954.
Des del 2008, l'Associació Cultural Mexicano Catalana MEXCAT ha organitzat celebracions de la Mare de Déu de Guadalupe a la Basílica de la Mercè, a l'Església de la Concepció i a la Parròquia de Santa Anna.